# Adolphe IV de Berg
Adolphe IV de Berg (1220 † 1259), fils d'Henri IV de Limbourg et d'Ermengarde de Berg.
En 1234, Adolphe participe à la Croisade contre les Stedingers (nl). À la mort de son père en 1243, il devient comte de Berg.
Avec son beau-frère, Conrad de Hochstaden, archevêque de Cologne, il soutient Guillaume II de Hollande, élu roi des Romains à la place de Frédéric II du Saint-Empire, excommunié par le pape Innocent IV. En remerciement, il reçoit d'importants fiefs impériaux, comme Kaiserswerth, Remagen, Rath, Mettmann et le district de Duisberg.
En 1253, il prend part à la guerre de Succession de Flandre et du Hainaut et s'illustre à la bataille de Westkapelle. En 1255, il lance la construction de la cathédrale gothique d'Altenberg.
Adolphe IV de Berg décède le 22 avril 1259 des suites de blessures reçues lors d'un tournoi à Neuss.

## Mariage et descendance
Adolphe épouse Marguerite de Hochstaden, fille de Lothaire Ier, comte de Hochstaden. Ils eurent pour enfants :
- Adolphe (vers 1240-1296) ;
- Guillaume (vers 1242-1308) ;
- Henri de Berg, seigneur de Windeck (avant 1247-1290/96) ;
- Engelbert, prévôt de Saint-Cunibert, Cologne ;
- Waléran, prévôt de Sainte-Marie, Cologne ;
- Conrad Ier de Berg (mort le 25 mai 1313), prévôt de la cathédrale de Cologne, évêque de Münster (1306-1310) ;
- Irmgard (vers 1256-1294), épouse d'Eberhard Ier, comte de La Marck.

## Sources
- (en) Cet article est partiellement ou en totalité issu de l’article de Wikipédia en anglais intitulé « Adolf VII of Berg » (voir la liste des auteurs).

- (de) Cet article est partiellement ou en totalité issu de l’article de Wikipédia en allemand intitulé « Adolf IV. (Berg) » (voir la liste des auteurs).

- (nl) Cet article est partiellement ou en totalité issu de l’article de Wikipédia en néerlandais intitulé « Adolf IV van Berg » (voir la liste des auteurs).